# Hervé Yvis
 (février 2025).
Motif : absence de sources secondaires centrées admissibles
- Archive Wikiwix
- Bing
- Cairn
- DuckDuckGo
- E. Universalis
- Gallica
- Google
- G. Books
- G. News
- G. Scholar
- Persée
- Qwant
- (zh) Baidu
- (ru) Yandex
- (wd) trouver des œuvres sur Wikidata

| 1. | Préciser le motif de la pose du bandeau. | Précisez le motif de la pose du bandeau en utilisant la syntaxe suivante : {{admissibilité à vérifier\|date=août 2025\|motif=remplacez ce texte par le motif}}                  |
| 2. | Informer les utilisateurs concernés.     | Pensez à avertir le créateur de l'article, par exemple, en insérant le code ci-dessous sur sa page de discussion : {{subst:avertissement admissibilité à vérifier\|Hervé Yvis}} |

Hervé Yvis, né le 1er septembre 1997 à Niamey, est un entrepreneur social, inventeur et informaticien franco-nigérien.

## Biographie

### Enfance
Hervé Yvis naît à Niamey d'un père français et d'une mère nigérienne. Il devient orphelin de père peu avant ses 3 ans. Il grandit à Niamey, où il poursuit sa scolarité au Lycée La Fontaine grâce à une bourse. Il rejoint la France en 2016 après l'obtention de son baccalauréat,,,,.

### Formation
En 2016, il étudie l'informatique à Université Rennes-I,,.

### Carrière

#### ZakiGames
En 2017, Hervé Yvis a conçu et développé ZakiGames, une plateforme de mise en avant et distribution des jeux vidéo africains. Conçu pour s'appuyer sur l’essor du marché du jeu vidéo en Afrique pour accélérer son développement éducatif et économique, tout en mettant en avant son patrimoine culturel, la plateforme a présenté à ses utilisateurs des jeux vidéo tels que « Les héros du Sahel » de Mogmedia Design (souvent cité comme le premier jeu vidéo nigérien), « Abdoul apprend l’alphabet français », un jeu éducatif de Hervé Yvis qui enseigne l’alphabet français aux enfants en langue haoussa, ou « Kissoro Tribal Game » de Masseka Game Studio, une adaptation numérique du Kissoro, un jeu de société d’origine centrafricaine,,.
La plateforme ferme en août 2020,,. D’après plusieurs médias africains, dont Journal du Cameroun et Togo Regard, ZakiGames aurait été une plateforme pionnière dans la promotion de l'industrie vidéoludique africaine,,. Certains estiment qu'elle aurait également inspiré la création d’autres initiatives similaires,.
En décembre 2024, Hervé Yvis mentionne qu'il envisage de publier un retour d'expérience sur ZakiGames sur son site web.

#### FABA
Fin 2019, Hervé Yvis a conçu et développé FABA, une application Android offrant une interface unifiée pour connaître les numéros d'urgence du monde entier et les contacter rapidement. L'application a été pensée pour être appréciée par les voyageurs réguliers, et son nom a été inspiré du mot « aide » en langue zarma. Hervé Yvis a eu l'idée de l'application lors de déménagements fréquents.
L'application a été considérée comme une option pour les appels d’urgence par l'Université Laval et l'Université du Québec à Chicoutimi.
En 2022, l'application a été une source d'inspiration pour des chercheurs de l'Université de Maribor dans le cadre d'un projet soutenu par l'Union européene.
En 2023, l'application a été décrite comme intuitive et facile à utiliser par Softonic. Elle figure également parmi les applications les plus populaires de sa catégorie sur le Google Play Store, selon l'association française de secourisme d'intérêt général, EmerGa. Cette même année, Hervé Yvis confie son projet à EmerGa qui rebaptise l'application et lui ajoute des fonctionnalités,.
En décembre 2024, Hervé Yvis invite à soutenir l'association EmerGa.

## Autres activités
En 2024, il travaille en tant que formateur en développement web bénévole auprès de publics en reconversion professionelle, éloignés de l'emploi, ou réfugiés pour l'association Konexio,,.